# マルク・ド・ボーヴォー＝クラン

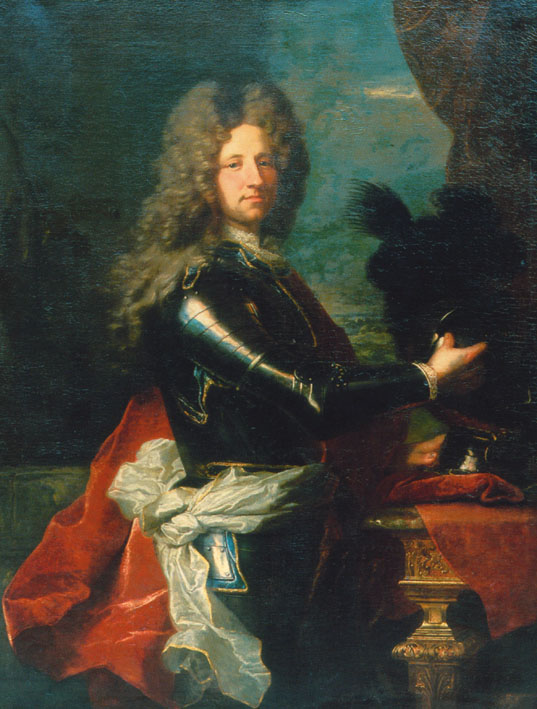
ボーヴォー＝クラン公マルク、リゴー画、1711年頃制作、ミュゼ・ロレーン蔵

フランソワ・ヴァンサン・マルク・ド・ボーヴォー（François Vincent Marc de Beauvau, marquis de Beauvau, prince de Craon, 1679年4月29日 ナンシー - 1754年3月10日 アルエ）は、ロレーヌ公国の貴族・軍人・政治家。同公国の大元帥及びトスカーナ副王。爵位はボーヴォー侯爵だったが、ボーヴォー公、クラン公、帝国諸侯、アルエ侯爵及びスペインのグランデ特権を得た。

## 生涯
ルイ・ド・ボーヴォー侯爵（1638年 - 1703年）とその3人目の妻アンヌ・ド・リニー・ド・シャルメルの間の子。主君たるロレーヌ公レオポールの幼児からの親友であり、公の妾アンヌ＝マルグリット・ド・リニヴィル（1686年 - 1772年）を妻とし、レオポール公の嫡男フランツ・シュテファンの養育係及び厩舎長に任命された。
公からウードンヴィル及びアルエの所領を、1712年8月12日先祖伝来の所領であるフランス北西部マイエンヌ地方クランに由来するロレーヌ公国貴族のクラン侯爵位を、それぞれ授けられている。1720年から1729年にかけ、レオポール公お抱えの宮廷建築家で公爵宮殿リュネヴィル城を設計したジェルマン・ボフランに依頼して自邸アルエ城を設計・建造させた。レオポール公の請願を受けた神聖ローマ皇帝カール6世により1722年11月13日付で帝国諸侯に叙せられ、同日ロレーヌ公国貴族のクラン公（Prince de Craon）に昇叙された。1727年5月8日付でスペインのグランデ特権を得た。また、1739年同じく皇帝カール6世により金羊毛騎士団騎士に叙任された（690番目）。
主君の子息フランツ・シュテファンとオーストリア大公国の女子継承者マリア・テレジアの縁組を成立させ、1736年2月12日の2人の婚姻に伴い新王朝ハプスブルク＝ロートリンゲン家が成立した。これに伴う政治的取り決めにより、フランスがロレーヌ公国を、オーストリアがトスカーナ大公国を得る地政学上有意義な領土交換が実現した。フランツは1737年トスカーナ大公フランチェスコ2世となり、皇帝の娘婿であった時代も、自身がその後継者として帝位に就いた後も、一貫してボーヴォーを副王として、新しい領国トスカーナの統治を任せた。同じく1737年ロレーヌ公領を得た元ポーランド王スタニスワフ・レシュチンスキは、ボーヴォーの邸宅アルエ城を住居とし、ボーヴォーの娘ブーフレール侯爵夫人を妾とした。
ボーヴォーはトスカーナ副王として長年フィレンツェに住んだが、1749年に70歳で引退して郷里に帰った。1754年3月10日にアルエ城で死去した。死後「王の陸軍元帥（Maréchal général des camps et armées du Roi）」の称号を追贈された。

## 子女
妻との間に8男12女の計20人の子をもうけた。
- エリザベート＝シャルロット（1705年 - 1754年） - サン＝マルタン侯爵及びペスム侯爵シャルル・フェルディナン・フランソワ・ド・ラ・ボーム＝モントルヴェルと結婚
- アンヌ＝マルグリット＝ガブリエル（フランス語版）（1707年 - 1792年） - リクセム公ジャック＝アンリ・ド・ロレーヌ（フランス語版）と結婚、陸軍元帥・ミルポワ公爵ガストン＝ピエール・ド・レヴィ（フランス語版）と再婚
- ガブリエル＝フランソワーズ（1708年 - 1758年） - シメイ公アレクサンドル＝ガブリエル＝ジョゼフ・ド・エナン＝リエタール＝ダルザスと結婚、エナン公の母・シメイ夫人の義母
- マリー＝フィリップ＝テクル（1709年 - 1748年） - 司教座聖堂参事会員
- ニコラ＝シモン＝ジュード（1710年 - 1734年） - クラン修道院長
- マリー＝フランソワーズ＝カトリーヌ（1711年 - 1787年） - ブーフレール侯爵及びルミアンクール侯爵ルイ＝フランソワ・ド・ブーフレールと結婚
- フランソワ＝ヴァンサン＝マルク（1713年 - 1742年） - 1722年よりロレーヌ公国首座司教
- レオポール＝クレマン（1714年 - 1723年） - 聖ヨハネ騎士団騎士
- マリー＝ルイーズ＝ウジェニー（1715年 - 1734年） - 女子修道院長
- アンリエット＝オーギュスティーヌ（1716年 - ?） - 聖母訪問会修道女
- シャルロット＝ニコル（1717年 - 1787年） - レオポール＝クレマン・ド・バッソンピエール侯爵と結婚
- シャルル＝ジュスト（1720年 - 1793年） - 陸軍元帥、ボーヴォー＝クラン公
- フェルディナン＝ジェローム（フランス語版）（1723年 - 1790年） - アルエ侯爵
- ガブリエル＝シャルロット（1724年 - 1790年以降） - ルミルモン修道院聖堂参事会員、サン＝タントワーヌ＝デ＝シャン修道院（フランス語版）院長
- アレクサンドル＝ルイ（1725年 - 1745年） - クラン侯爵、フォントノワの戦いで戦死
- ベアトリクス＝アレクシ（1727年 - 1730年）
- イラリオン＝フランソワ＝ルイ（1728年）
- アントワーヌ（1730年 - 1736年）

## 引用
1. ↑  1676年4月2日を生年月日とする説あり。